# The Dawless
«The Dawless» (стилизуется как THE DAWLESS) — российский музыкальный электронный дуэт, образованный Рамилем Абдеевым (Goddeem) и Сергеем Щербиным (Gol'd) в 2021 году. Дуэт обрел популярность в России и странах СНГ после выхода трека «Kino (Не могу остановиться)», записанного при участии рэпера Кассета, в 2023 году. Песни группы звучат в российских телесериалах «Беспринципные» («Kino»), «Трудные подростки» («Papa Acid», «Fantastic», «Art Boy», «Hit», «Trust Yourself», «Mr Shady Tape», «Never»), «На автомате» («Art Boy»), в спортивном реалити-шоу «Двор на двор» («Hit», «Never»), в развлекательных Интернет-шоу («Читка», «Отзывы», «Что было дальше?»), а также в рекламе. Коллектив выступал на сцене крупнейших музыкальных фестивалей в России, среди таких, как VK Fest, Пикник «Афиши», Applique в Москве, Signal в Калужской области, Quiksilver New Star Camp и другие.

## История

### Предыстория появления проекта

#### Знакомство
Рамиля (Goddeem) и Сергея (Gol'd) познакомил их общий друг Теймурхан Гасанов (более известный под псевдонимом Кассета) на фестивале экстремального спорта и музыки Quiksilver New Star Camp на горнолыжном курорте Роза Хутор в 2021 году. Через некоторое время друзья встретились в Москве в студии звукозаписи и приступили к сотрудничеству. Спустя полгода, в ноябре 2021 года Рамиль в социальной сети Instagram поделился, что готовит «взрывной» релиз с Сергеем Щербиным, а также сообщил о готовности восьми треков, одним из которых является совместная работа в рэпером Кассета.

#### Название проекта
Первое выступление дуэта под названием «Goddeem & Gol'd» состоялось в московском клубе Powerhouse в декабре 2021 года. Со временем Сергею показалось, что у проекта странное и длинное название и предложил переименовать его в «Dawless», Рамиль же посоветовал добавить артикль «the», что бы такое название не потерялось в поисковой системе в сети Интернет. Так появилось название «The Dawless», что одновременно отражало идеологию группы — стремление выступать и писать музыку без цифровой звуковой рабочей станции (англ. digital audio workstation, DAW), т.е. писать музыку на аналоговых драм-машинах и «железных» синтезаторах. 

### 2022:The Dawless,Dr Moog and Mr Shady Tape
22 июня 2022 года The Dawless выпустили одноименный мини-альбом, куда вошли пять треков, включая совместные работы с рэпером Tveth, группой Лауд, Pasha Wonda (из группы Lovanda) и рэпером Кассета («Never»). Инструментальная версия трека «Never» была использована в качестве музыкального сопровождения в Интернет-шоу «Читка» на YouTube (начиная с выпуска №11). 
7 октября 2022 года на музыкальном лейбле System 108 состоялся релиз мини-альбома Dr Moog and Mr Shady Tape, куда вошли ремиксы от RLGN, Kovyazin D и британского электронного музыкального проекта DMX Krew на трек Mr Shady Tape, который также сопровождался танцевальным видеоклипом.   
В новогоднюю ночь 2022/2023 на телевизионном канале 2x2 была представлена запись выступления группы в рамках новогодней вечеринки в стиле техно «Техно-ёлка 2х2»; к группе также присоединился рэпер Кассета, исполнив несколько совместных треков.  

### 2023:Broken Aux
В апреле 2023 года во время трансляции диджей-сета на Stvol.tv дуэт презентовал несколько треков из грядущего дебютного альбома группы. 9 июня 2023 года The Dawless выпустили сингл «Kino (Не могу остановиться)», ставший в дальнейшем «визитной карточкой» дуэта. Трек обрёл «вирусную» популярность в социальной сети TikTok, звучал в российских телесериалах и рекламных видеороликах, а также стал саундтреком к Интернет-шоу «Отзывы» на YouTube. Неофициальный видеоролик группы c этой песней набрал свыше 1,5 млн просмотров на YouTube по состоянию на август 2025 года. Вторым синглом c дебютного альбома стал трек «Leto», записанный при участии певицы Kristina Si. Вокальную партию в треки также исполнил Gol'd. В последующем Forbes Young включил данный трек в рейтинг лучших за 2024 год. 
Один из главных саундтреков 2023-го.
Заглавный трек на любой московской тусовке в двадцать третьем.
30 июня 2023 года состоялся релиз дебютного альбома под названием Broken Aux. Помимо вышеназванных артистов в альбом вошли работы, записанные совместно с Kovyazin D, Errortica, Raw Takes, Acrophobee, Dopefisher, Low Liquid, Subtraxive и Bato. «Целая россыпь жанров, умело смешанных Рами и Гольдом в их фирменном звучании, балансирующем где-то на грани рэпа, электро и гетто-хауса», — комментирует дебютный релиз издательство SRSLY. В сентября 2023 года коллектив презентовал сингл Kino в шоу «Кстати» с Азаматом Мусагалиевым и Гариком Харламовым (выпуск №12). Осенью ремикс-версия трека Kino от саунд-продюсера Roklum была отмечена в числе лучших за 2023 год по версии стримингового-сервиса Яндекс Музыка, а летом 2025 года журнал Mixmag (Испания) выпустил статью о создании этого трека. Медиапроект Snob назвали трек Kino «клубным гимном и мемом». «Это — саунд и настроение московских танцполов варианта 2023 года. Немного мрачновато, чуть попсово, с настойчивым призывом пуститься во все тяжкие», — пишет Snob в январе 2024 года. «Релизы лейбла System 108 чаще всего оказывались на обложках плейлиста "В ритме выходных" и этот релиз не исключение», — главный редактор музыкального лейбла МТС Музыка Денис Савельев, а The Flow поместили трек Kino на шестое место в рейтинге лучших треков за 2023 год. «В 2023 году мы не могли остановиться под трек «Кино», – пишет Cобака.ru.   
Песни группы были отмечены и в спортивных мероприятиях, – например, в ходе игр Континентальной хоккейной лиги в сезоне 2023/2024, трек Kino проигрывался на хоккейной арене в честь хоккеиста, который забивал сразу несколько голов (таким образом московское «Динамо» отмечало хет-трик Седрика Пакетта в матче против ярославского «Локомотива» 4 февраля 2024 года). В спортивном реалити-шоу «Двор на двор» можно услышать песни «Hit» и «Never».

### 2024:Worldwide
The Dawless выдают один танцевальный бэнгер за другим
В октябре 2023 года в рекламном ролике нового выпуска Интернет-шоу «Что было дальше?» прозвучал неизданный трек дуэта, записанный с рэпером Tveth. Релиз совместной работы под названием «Fantastic» состоялся 24 ноября. «Жизнерадостный дуэт <...>, который этим летом въелся в головы тысяч меломанов рефреном «Не могу остановиться» из хита Kino, заколлабился со своим старым добрым приятелем и выпустил трек «Fantastic». Там — напористый аналоговый звук, энергичная читка, дерзкие панчи и никакого уныния», — прокомментировало релиз издание SRSLY. Песня стала первым синглом, который вошел в финальный треклист второго альбома Worldwide, выпущенного в августе 2024 года. The Flow назвали новый альбом «энергичной и крикливой танцевальной музыкой для эклектичных вечеринок». В новый лонгплей помимо совместных работ с Kristina Si, Кассеты, Dopefisher, Subtraxive и Tveth, также вошли треки, записанные с казахстанским поп-исполнителем Armich, певицей Adette, рэпером Lasilini, группой «прыгай киска» и джангл-артистом Stepski. 31 октября в поддержку альбома вышел видеоклип на песню «Тачки».
Летом 2024 года сингл «Знаешь почему?» стал саундтреком к новому сезону Интернет-шоу «Отзывы». В рамках выступления дуэта и рэпера Кассеты на фестивале Пикник «Афиши», во время исполнения трека Kino, к ним присоединилась певица Лолита. «Лолита неожиданно ворвалась на припев. Это было максимально круто», — вспоминал выступление Кассета. В декабре 2024 года трек Kino прозвучал в эфире онлайн-радио HOR Berlin во время трансляции диджей-сета греко-немецкого электронного дуэта Local Suicide, а 30 декабря в эфире Первого канала вышел телевизионном мюзикл «ТСЖ Лукоморье», в котором трек Kino прозвучал в исполнении рэпера Кассеты в образе Кощея.
В феврале 2025 года была выпущена новая версия трека Kino при участии хора и оркестра, а также официальная видеозапись выступления в рамках музыкального шоу LAB c Антоном Беляевым. В марте 2025 года The Dawless выпустили трек «Вместе и до конца», записанный совместно с ФК «Акрон» (Тольятти); сингл сопровождал анимационное музыкальное видео.

### 2025—по наст. время:Le monde est à nous
В июне состоялся релиз первого сингла с третьего альбома — новая совместная работа с Кассетой под названием «Ненависть». Вторым синглом стал трек «Железно», записанный при участии рэпера Pastor Napas, выпущенный 11 июля. 18 июля 2025 года состоялся релиз третьего альбома Le monde est à nous (русск. «Мир принадлежит нам»), вдохновленный французским фильмом «Ненависть» (1995). «Альбом <...> становится важным шагом на пути к переосмыслению жанра и уличной культуры в целом», — прокомментировал релиз HipHop.ru. В поддержку релиза в социальных сетях был анонсирован видеоклип на трек «Ненависть».

## Состав
- Рамиль Римович Абдеев (Goddeem) — саунд-продюсер, диджей, участник музыкальной группы Лауд.
- Сергей Владимирович Щербин (Gol'd) — саунд-продюсер, диджей, владелец студии звукозаписи GoldxFish Music в Москве.

## Дискография
| Студийные альбомы - Broken Aux (2023) - Worldwide (2024) - Le monde est à nous (2025) Мини-альбомы - The Dawless (2022) - Dr Moog and Mr Shady Tape (2022) Синглы - «Kino» (совместно с Кассета) (2022) - «Leto» (cовместно с Kristina Si, Gol'd) (2023) - «Fantastic» (совместно с Tveth) (2023) - «Знаешь почему?» (2024) - «Yalla Yalla» (совместно с Gol'd, SAEED, Mav-d) (2024) - «Окей (Skomy Remix)» (совместно с Armich) (2024) - «Kino (LAB Live с Антоном Беляевым)» (совместно с Кассета и Therr Maitz) (2025) - «Don't Fuck My Brain» (2025) - «Вместе и до конца» (совместно с ФК Акрон) (2025) - «BBB (The Dawless Remix)» (Sapa13, Boulevard Depo при участии The Dawless) (2025) - «live jam at 3:44 am» (2025) - «Ненависть» (совместно с Кассета) (2025) - «Железно» (совместно с Pastor Napas) (2025) | Гостевое участие - «Strong Accent (The Dawless Remix)» (Kito Jempere, SINDYSMAN, Curly Castro при участии The Dawless) (2023) - «Sidewalk» (Elaflume, Screw при участии The Dawless) (2025) Участие в сборниках - «Рэйв Легенды» (трек The Dawless, Golden8oI — Warning) (2023) - «Breakwave, Pt. 2» (трек The Dawless — Trigger BC) (2023) - «Acid Is Your Friend» (трек The Dawless — Papa Acid) (2023) - «Eight Years Of Love, Pt. 2» (трек The Dawless — ACG) (2023) - «не расслабляйся (remixes)» (трек Скриптонит — не расслабляйся (The Dawless Remix) (2025) - «Xyers» (трек The Dawless — live jam at 3:44 am) (2025) |

## Видеография
- 2022 — «Mr Shady Tape (DMX Krew Remix)»
- 2023 — «Kino (mood video)»
- 2023 — «Leto (cовместно с Kristina Si, Gol'd)»
- 2023 — «Fantastic (Official Animation)» (совместно с Tveth)
- 2023 — «Kino» (10-ти часовая версия)
- 2024 — «Окей» (совместно с Armich)
- 2024 — «Тачки» (cовместно с Kristina Si, Dopefisher)[44]
- 2025 — «Вместе и до конца» (рекламный видеоролик в поддержку ФК Акрон)[45]

## В рекламе
Трек «Kino» прозвучал в рекламе российского маркетплейса Wildberries и стримингового сервиса Звук, где группа также участвовала в съёмках.  
В 2025 году песня «Never» использована в рекламном ролике российского банка Сбер.  